# Championnat de Zambie de football 2019-2020
Navigation
Saison précédente Saison suivante
La saison 2019-2020 du Championnat de Zambie de football est la cinquante-neuvième édition de la première division en Zambie. Pour suivre le nouveau calendrier de la CAF et passer d'un championnat de février à novembre à un championnat d'août à mai, le championnat change de format cette saison. Les dix-huit meilleures équipes du pays s'affrontent deux fois, à domicile et à l'extérieur.
Le club de Nkana FC remporte son treizième titre de champion.

## Déroulement de la saison
La saison débute le 31 août 2019, le 19 mars 2020 le championnat est suspendu à cause de la pandémie de Covid-19. Le championnat reprend le 31 juillet 2020 pour la 26e journée, puis après la journée suivante le championnat est arrêté, les sept dernières journées sont annulés. Le classement après la 27e journée est le classement final.

## Les clubs participants
- Kabwe Warriors FC
- Power Dynamos FC
- Nkwazi FC
- Green Buffaloes FC
- Green Eagles FC
- Nkana FC
- Lusaka Dynamos FC
- Red Arrows FC
- Zanaco FC
- ZESCO United FC
- Lumwana Radiants Football Club
- NAPSA Stars Football Club
- Nakambala Leopards FC
- Forest Rangers FC
- Kabwe Youth Soccer Academy  - Promu de Second Division
- Mufulira Wanderers Football Club
- Kansanshi Dynamos - Promu de Second Division
- Buildcon Ndola

## Compétition
Le barème de points servant à établir le classement se décompose ainsi :
- Victoire : 3 points
- Match nul : 1 point
- Défaite : 0 point

### Classement

#### Groupe A
| Rang | Équipe                             | Pts | J  | G  | N  | P  | Bp | Bc | Diff |
| ---- | ---------------------------------- | --- | -- | -- | -- | -- | -- | -- | ---- |
| 1    | Nkana FC                           | 50  | 27 | 14 | 8  | 5  | 35 | 18 | +17  |
| 2    | Forest Rangers FC                  | 50  | 27 | 14 | 8  | 5  | 32 | 19 | +13  |
| 3    | Green Eagles FC                    | 48  | 27 | 13 | 9  | 5  | 34 | 19 | +15  |
| 4    | NAPSA Stars Lusaka                 | 48  | 27 | 14 | 6  | 7  | 36 | 22 | +14  |
| 5    | ZESCO United FCT                   | 47  | 27 | 13 | 8  | 6  | 38 | 23 | +15  |
| 6    | Power Dynamos FC                   | 44  | 27 | 12 | 8  | 7  | 34 | 19 | +15  |
| 7    | Zanaco FC                          | 44  | 27 | 12 | 8  | 7  | 37 | 26 | +11  |
| 8    | Kabwe Warriors FC                  | 41  | 27 | 12 | 5  | 9  | 29 | 26 | +3   |
| 9    | Lusaka Dynamos FC                  | 40  | 27 | 11 | 7  | 9  | 33 | 28 | +5   |
| 10   | Red Arrows FC                      | 40  | 27 | 11 | 7  | 9  | 26 | 28 | -2   |
| 11   | Green Buffaloes FC                 | 38  | 27 | 10 | 8  | 9  | 28 | 27 | +1   |
| 12   | Nkwazi FC                          | 32  | 27 | 6  | 14 | 7  | 18 | 20 | -2   |
| 13   | Buildcon Ndola                     | 32  | 27 | 8  | 8  | 11 | 29 | 35 | -6   |
| 14   | Lumwana Radiants Football Club     | 31  | 27 | 8  | 7  | 12 | 21 | 22 | -1   |
| 15   | Kansanshi Dynamos P                | 28  | 27 | 6  | 10 | 11 | 19 | 24 | -5   |
| 16   | Mufulira Wanderers Football Club P | 17  | 27 | 4  | 5  | 18 | 17 | 39 | -22  |
| 17   | Nakambala Leopards FC              | 17  | 27 | 4  | 5  | 18 | 15 | 49 | -34  |
| 18   | Kabwe Youth Soccer Academy         | 14  | 27 | 3  | 5  | 19 | 16 | 54 | -38  |

|  | Qualification pour la Ligue des champions de la CAF 2020-2021                        |
|  | Qualification pour la Coupe de la confédération 2020-2021                            |
|  | Relégation directe en Second Division                                                |
|  | T : Tenant du titre C : Vainqueur de la Coupe de Zambie P : Promu de Second Division |

## Bilan de la saison
| Championnat de Zambie de football 2019-2020 |                                  |
| Champion                                    | Nkana FC (13e titre)             |
| Qualifications continentales                |                                  |
| Ligue des champions de la CAF 2020-2021     | Nkana FC                         |
| Ligue des champions de la CAF 2020-2021     | Forest Rangers FC                |
| Coupe de la confédération 2020-2021         | Green Eagles FC                  |
| Coupe de la confédération 2020-2021         | NAPSA Stars Lusaka               |
| Promotions et relégations                   |                                  |
| Promus en Championnat de Zambie de football | Prison Leopards Kabwe            |
| Promus en Championnat de Zambie de football | Indeni Ndola                     |
| Promus en Championnat de Zambie de football | Young Green Eagles               |
| Promus en Championnat de Zambie de football | Kitwe United                     |
| Relégués en Division One                    | Kansanshi Dynamos                |
| Relégués en Division One                    | Mufulira Wanderers Football Club |
| Relégués en Division One                    | Nakambala Leopards FC            |
| Relégués en Division One                    | Kabwe Youth Soccer Academy       |